# Rangos militares de la Unión Soviética
Los rangos militares de la Unión Soviética fueron el sistema de grados jerárquicos utilizados por las Fuerzas Armadas Soviéticas, desde 1922 hasta 1991. 
Inmediatamente después de la Revolución de Octubre, se abolieron los antiguos rangos militares del Imperio ruso, instituyendo un sistema de rangos posicionales, que eran acrónimos de los nombres completos de los rangos (como por ejemplo, KomDiv, KomBrig, KomBat, etc.). 
Los rangos personales se reintrodujeron en 1935 y el rango de oficial general se reinstauró en mayo de 1940. Aunque sufrieron algunas modificaciones, los rangos se basaron en los del Imperio ruso. Las insignias de rango de estilo imperial modificadas se reintrodujeron en 1943. 
Los rangos soviéticos dejaron de usarse después de la disolución de la Unión Soviética en 1991, aunque los rangos e insignias militares de la Federación Rusa moderna y de Ucrania se han adoptado en gran parte del sistema soviético. 

## Historia

### Antes de 1924
Tras la creación de la Unión de Repúblicas Socialistas Soviéticas en 1922, el Ejército Rojo abolió el antiguo sistema de rangos del Imperio ruso, y oficialmente optaron por no crear rangos en el ejército, omitieron el término «oficial» y lo reemplazaron con el título de «comandante». Los bolcheviques dejaron de usar las charreteras y los rangos, utilizando solamente títulos funcionales semiformales.

### 1924-1935
En 1924, se crearon 14 "categorías de servicio", desde K1 (la más baja) hasta K14 (la más alta), y dichas categorías indicaban comúnmente la experiencia del comandante. Este sistema también se aplica a los oficiales que trabajan en el ejército equivalente al rango de oficial, incluidos los políticos, técnicos, logísticos, médicos militares y otras fuerzas armadas. Sin embargo, no existe ninguna regulación sobre insignias distintivas para el sistema de clasificación anterior. 

### 1935-1940
En 1935, se abolieron las categorías de servicio y se instauraron finalmente los rangos militares, con sus respectivas insignias para el personal militar, y además para los rangos políticos.  Los rangos utilizaron una combinación tanto de las categorías de división como de los rangos tradicionales. Además se incluyeron nuevos rangos nuevos, incluido el de Mariscal de la Unión Soviética, conformando un total de 17 rangos.

### 1940-1943
El 7 de mayo de 1940 se realizaron más modificaciones a la jerarquía de rangos, realizando reformas para la participación inminente de la Unión Soviética en la Segunda Guerra Mundial. Se eliminó el rango de suboficial y se incluyó el rango de subcoronel. En 1942, se abolió el sistema de comisarios militares, y se integraron al cuerpo de oficiales regulares. 

### 1943-1955
Después de la Batalla de Stalingrado a principios de 1943, el Sóviet Supremo emitió un decreto sobre una nueva jerarquía de rangos. De forma similar al antiguo sistema zarista, la palabra "oficial" se respaldó oficialmente, junto con las charreteras que reemplazaron la insignia de rango anterior, con el estilo anterior del Ejército Imperial Ruso, y los rangos de Mariscal y Mariscal en jefe creados para las diversas armas y comandos de rama del Ejército Rojo y la Armada Roja. Los rangos e insignias de 1943 no cambiaron mucho hasta los últimos días de la URSS; las fuerzas terrestres rusas contemporáneas utilizan en gran medida el mismo sistema. Los antiguos rangos funcionales de Kombrig (Comandante de batallón o batería), Komdiv (Comandante de brigada) y Komkor (Comandante de división) continúan en uso informal. Después de la guerra, se le propuso a Stalin el rango de Generalísimo de la Unión Soviética en su papel de Comandante Supremo de las Fuerzas Armadas, sin embargo, rechazó la propuesta del rango varias veces. La insignia de rango presentaba charreteras con el emblema de la URSS sobre una gran estrella de mariscal rodeada por una corona.

### 1955-1991
En 1955, todas las insignias de rangos del Ejército y la Fuerza Aérea fueron modificadas a su versión final. En 1970, todos los Starshinas se convirtieron en suboficiales senior y personal alistado a tiempo completo y el nuevo rango de suboficial de Praporshchik se convirtió en un rango de suboficial, con un nuevo rango de Praporshchik senior creado para los titulares de rango senior más tarde en 1981. Y en 1974, los generales del Ejército tenían una estrella en las charreteras de sus hombros en lugar de cuatro con coronas alrededor. La estructura de rango final de estas reformas se mantuvo bien hasta la disolución de la Unión y es la base de los rangos actuales de las Fuerzas Terrestres Rusas.

## Influencia en sistemas de rangos de otros países
Los sistemas de rango en los estados prosoviéticos de Mongolia y Tuvá se desarrollaron bajo la influencia soviética, siguiendo el cambio de patrón en 1943.
La influencia soviética en el rango y la insignia de otros países alcanzó su punto máximo después de la Segunda Guerra Mundial, cuando la mayoría de los países de Europa del Este cambiaron sus insignias tradicionales por el diseño soviético. Yugoslavia abandonó la insignia de estilo soviético en 1951, tras la ruptura con el bloque de Stalin; otros países volvieron rápidamente a los diseños anteriores poco después de la muerte de Stalin (1956-1958). Solo Polonia se mantuvo fiel al uniforme de antes de la guerra y al estilo de las filas de los países del Pacto de Varsovia. Albania mantuvo el sistema de base soviética hasta 1966, cuando se abolieron por completo los rangos y las insignias. Rumania conservó el sistema de rangos basado en la Unión Soviética hasta el colapso del gobierno comunista en 1989.
Fuera del Pacto de Varsovia, el sistema soviético de rangos e insignias influyó en los de los siguientes países: China (antes de 1958 y después de 1988), Turkestán Oriental (no reconocido, parte de China), Corea del Norte, Vietnam (con rayas horizontales en lugar de verticales), Laos (los oficiales superiores tienen una franja gruesa en lugar de dos franjas delgadas), Kampuchea (1979–1993), Afganistán (los oficiales superiores tienen franjas horizontales en lugar de verticales), Yemen del Sur (1985–1990), Mongolia y Cuba (los dos últimos países cambiaron ligeramente los diseños en la época postsoviética, pero los patrones soviéticos aún son fáciles de reconocer). En África, los regímenes prosoviéticos en Burkina Faso (bajo Thomas Sankara) y Mozambique (bajo Samora Machel) usaron insignias de estilo soviético pero las abandonaron cuando cambiaron las tendencias políticas. Actualmente, Congo, Etiopía y Eritrea aún conservan el sistema de rangos basado en la Unión Soviética con diseños ligeramente modificados (los oficiales tienen franjas horizontales en lugar de verticales).
Tras la disolución de la Unión Soviética, los países postsoviéticos conservaron en su mayoría el sistema de rangos e insignias basado en la Unión Soviética, excepto los Estados bálticos (restauraron sus sistemas de rangos presoviéticos), Azerbaiyán (que quería que sus uniformes y rangos fueran notablemente diferentes de los armenios), Georgia, y Ucrania (los diseños de estilo soviético se utilizaron antes de 2003 y 2016 tanto en Georgia como en Ucrania, respectivamente).